# Тифлисский вестник
Тифлисский вестник — литературно-политическая газета.
Основана в 1873 году в Тифлисе князем К. А. Бебутовым, который сам её редактировал до 1879 года. В числе деятельных сотрудников были: Н. Я. Николадзе, кн. Д. Г. Эристов, П. Измайлов, Я. С. Гогебашвили, М. А. Антонович. 
В 1873-1876 годах выходила три раза в неделю. В 1877 года стала ежедневной (кроме понедельников и послепраздничных дней).  В 1879 году редакторские обязанности временно выполнял Д. Эристов, в 1880 года газету редактировал кн. Г. Чиковани, но выпустил 60 номеров, с 5 марта приостановил издание. Фактически газета перестала существовать, хотя в 1881 и 1882 годах вышло по одному номеру газеты — с целью сохранения издательских прав.
В 1906 году издание ежедневной газеты с тем же названием — «Тифлисский вестник» — был разрешён к изданию присяжному поверенному П. М. Долуханову. Это была газета кадетской партии, и просуществовала не более месяца, была закрыта генерал-губернатором.